# 58ª Mostra internazionale d'arte cinematografica di Venezia
La 58ª edizione della Mostra internazionale d'arte cinematografica di Venezia si svolse dal 29 agosto all'8 settembre 2001. Direttore della Mostra fu Alberto Barbera, per la terza e ultima volta, mentre "madrina" della manifestazione fu Stefania Rocca.
In questa edizione venne istituita una seconda sezione competitiva, Cinema del presente.

## Giuria e Premi
La giuria era così composta:
- Nanni Moretti (presidente, Italia), Amitav Ghosh (India), Taylor Hackford (Stati Uniti d'America), Cecilia Roth (Argentina), Jerzy Skolimowski (Polonia), Jeanne Balibar (Francia), Vibeke Windeløv (Danimarca).

La Giuria Internazionale Corto-Cortissimo era invece così composta:
- Francesca Comencini (presidente, Italia), Jaques Kermabon (Francia), Mário Micaelo (Portogallo).

La Giuria Opera Prima - "Luigi de Laurentiis" - Leone del Futuro:
- Cédric Kahn (presidente, Francia), Francesco Casetti (Italia), Jafar Panahi (Iran), Jean-Loup Passek (Francia), Ruth Vitale (Stati Uniti d'America).

La Giuria Cinema del Presente - Leone dell'Anno:
- Shiguehiko Hasumi (presidente, Giappone), Piera Detassis (Italia), Emanuel Levy (Stati Uniti d'America), Gavin Smith (Gran Bretagna), Michel Ciment (Francia).

I principali premi distribuiti furono:
- Leone d'oro al miglior film: Monsoon Wedding - Matrimonio indiano (Monsoon Wedding) di Mira Nair
- Leone d'argento - Gran premio della giuria: Canicola (Hundstage) di Ulrich Seidl
- Leone d'Argento - Premio speciale per la regia: Babak Payami per Il voto è segreto (Raye Makhfi)
- Coppa Volpi al miglior attore: Luigi Lo Cascio per Luce dei miei occhi
- Coppa Volpi alla miglior attrice: Sandra Ceccarelli per Luce dei miei occhi
- Premio Marcello Mastroianni: Gael García Bernal e Diego Luna per Y tu mamá también - Anche tua madre (Y tu mamá también)
- Leone d'oro alla carriera: Éric Rohmer

## Sezioni principali

### Film in Concorso
- Bully, regia di Larry Clark (Stati Uniti d'America/Francia/Regno Unito)
- Canicola (Hundstage), regia di Ulrich Seidl (Austria)
- Come Harry divenne un albero (How Harry Became a Tree), regia di Goran Paskaljević (Italia/Francia/Regno Unito/Irlanda)
- Disperato aprile (Abril despedaçado), regia di Walter Salles (Brasile/Francia/Svizzera)
- Eden, regia di Amos Gitai (Italia/Israele/Francia)
- Xiānggǎng yǒu gè Hélǐhuó, regia di Fruit Chan (Hong Kong/Francia/Giappone)
- Il pomeriggio di un torturatore (Dupa-amiaza unui tortionar), regia di Lucian Pintilie (Francia/Romania/Gabon)
- Il trionfo dell'amore (The Triumph of Love), regia di Clare Peploe (Italia/Regno Unito/Germania)
- Il voto è segreto (Raye makhfi), regia di Babak Payami (Iran/Italia/Canada/Svizzera)
- Indirizzo sconosciuto (Suchwiin bulmyeong), regia di Kim Ki-duk (Corea del Sud)
- Innocenza selvaggia (Sauvage innocence), regia di Philippe Garrel (Francia/Paesi Bassi)
- Lontano (Loin), regia di André Téchiné (Francia/Regno Unito)
- Luce dei miei occhi, regia di Giuseppe Piccioni (Italia)
- Luna rossa, regia di Antonio Capuano (Italia)
- Monsoon Wedding - Matrimonio indiano (Monsoon Wedding), regia di Mira Nair (India/Stati Uniti d'America/Italia/Germania/Francia/Regno Unito)
- Paul, Mick e gli altri (The Navigators), regia di Ken Loach (Regno Unito/Germania/Spagna)
- Quem És Tu?, regia di João Botelho (Portogallo)
- The Others, regia di Alejandro Amenábar (Stati Uniti d'America/Spagna/Francia/Italia)
- Waking Life, regia di Richard Linklater (Stati Uniti d'America)
- Y tu mamá también - Anche tua madre (Y tu mamá también), regia di Alfonso Cuarón (Messico)

### Cinema del presente
- L'amore probabilmente, regia di Giuseppe Bertolucci (Italia)
- L'amore imperfetto, regia di Giovanni Davide Maderna (Italia)
- L'uomo in più, regia di Paolo Sorrentino (Italia)